# Любен Марков
Любен Марков е бивш български волейболист и футболист, вратар и треньор по футбол. Роден е на 1 декември 1945 година в Русе. Бил е част от представителния мъжки волейболен отбор на Дунав (Русе) през 1962 г. От началото на 1963 г. става футболист. Дългогодишен вратар е на Дунав (Русе).
През 1990 година започва да организира международни турнири по футбол за деца и юноши в родния си град. По-късно става представител за България на лицензирани от УЕФА спортни агенции, които провеждат турнири за детско-юношеския футбол в Европа.
Любен Марков е син на големия русенски вратар Марко Николов /Маро/ и по-малък брат на Петко Николов – бивш вратар на Спартак (Русе).

## Състезателна кариера
Дебютира за Дунав (Русе) в А група на 1 декември 1963 г. в мач срещу Млада гвардия (Сливен) (0:3), когато влиза като смяна на титуляра Иван Иванов. По време на военната си служба е повикан в спортната рота „Чавдар“ на ЦСКА, но тежка контузия води от изваждането му от отбора на „армейците“. През 1967 година записва няколко мача с Миньор (Сеново). От сезон 1967-68 се завръща в Дунав (Русе) като титулярен вратар. Приключва състезателната си кариера заради контузия на 6 април 1975 г. Записва 129 мача с екипа на Дунав (Русе) в А група, 45 мача в Б група, има и 27 срещи в турнира за Купата на България.
Любен Марков има 4 мача с юношеския и 2 мача в младежкия национален отбор на България. Бил е и в разширения състав на националния отбор при мъжете през 1970 и 1971 година, но не успява да запише участие в официален мач.

## Треньорска кариера
След прекратяване на състезателната си кариера работи като старши треньор на Дунав (Русе) в периода 1985-1987 година и на Лудогорец (Разград) през сезон 1987/88.
Бил е треньор, а впоследствие и директор на детско-юношеската школа по футбол на Дунав (Русе). Работил е като треньор в школата по футбол на Корабостроител (Русе).

## Статистика
- 1963-64: Дунав (Русе) – 9 мача в А група
- 1964-65: Дунав (Русе) – 10 мача в А група
- 1966-67: Миньор (Сеново) – 4 мача в Окръжна група – Разград
- 1967-68: Дунав (Русе) – Северна Б група
- 1968-69: Дунав (Русе) – 21 мача в А група
- 1969-70: Дунав (Русе) – 29 мача в А група
- 1970-71: Дунав (Русе) – 27 мача в А група
- 1971-72: Дунав (Русе) – 16 мача в А група
- 1972-73: Дунав (Русе) – 17 мача в А група
- 1973-74: Дунав (Русе) – Северна Б група

## Индивидуални рекорди
Любен Марков държи два от рекордите на Дунав (Русе) в А група за всички времена:
- Най-много „сухи мрежи“ /срещи без допуснат гол/: 39 мача.
- Най-много спасени дузпи: 4 /от общо 15 дузпи, при които е вардил, 10 са превърнати в гол, а при една – топката е излязла в аут/.